# Cybele's Reverie
Albums de Stereolab
Music for the Amorphous Body Study Center
(1995) Emperor Tomato Ketchup
(1996)
Cybele's Reverie est un maxi du groupe anglais Stereolab, sorti le 19 février 1996.
Cybele's Reverie est arrivé en 62e position de l'UK Singles Chart.

## Liste des titres
1. Cybele's Reverie – 2:56
2. Les Yper-Yper Sound – 5:19
3. Brigitte – 5:45
4. Young Lungs – 6:36